# 陈甦
陈甦（1957年—），男，辽宁大连人，中华人民共和国法学家，中国社会科学院法学研究所研究员，中国社会科学院学部委员。